# Bres (mitología)
Bres, Breas o Bress era un rey de los Tuatha Dé Danann en la mitología irlandesa y gaélica. A menudo se le conoce con el nombre de Eochaid Bres o Eochu Bres. Fue un rey impopular y favorecía a sus parientes fomorianos.

## Nombre
Eochu Bres ha sido traducido como "hermoso jinete". Los escribas que escribieron el texto de la Cath Maige Tuired registran que "Bres" significa "hermoso", sin embargo, esta puede ser una etimología falsa. El significado original de Bres puede derivar de una raíz que significa "pelea", "golpe", "esfuerzo", "alboroto" o "estruendo".

## Descripción
En Lebor Gabála y Cath Maige Tuired, Bres es retratado como hermoso para la vista, pero duro e inhóspito. Sin embargo, el poema Carn Hui Neit de dindsenchas elogia el carácter "amable" y "noble" de Bres y lo llama la "flor" de Tuatha Dé Danann. Allí, se proporcionan las siguientes descripciones halagadoras para Bres:
- dotado de excelencias
- maestro de los hechizos de amor
- amable amigo
- noble y afortunado
- adorno de la hostia
- con un rostro nunca triste
- flor de la Tuatha De
- caliente de valor
- rey asistido por lanza

## Familia
En Cath Maige Tuired, los padres de Bres eran el Príncipe Elatha de los fomorianos (Elatha na Fomhórach) y Eri de los Tuatha Dé Danann (Ériu, hija de Dealbhaodh). Alternativamente, en El Destino de los Hijos de Turenn, el padre de Bres es Balor del Mal de Ojo. Creció tan rápido que a la edad de siete años tenía el tamaño de un chico de 14 años Su esposa era Brigid, hija del Dagda, y su hijo era Ruadan, quien fue asesinado por Goibniu.

## Mitología irlandesa
En la primera batalla de Maighe Tuireadh, el rey Nuada de los Tuatha Dé Danann perdió su mano; como era imperfecto, no podía ser rey. Con la esperanza de reconciliar las relaciones entre los Fomorianos y los Tuatha Dé Danann, Bres fue nombrado rey y Brigid de los Tuatha de Danann se casó con él, dándole un hijo, Ruadan, quien más tarde sería asesinado tratando de matar a Goibniu.
Bres hizo que los Tuatha Dé Danann pagaran tributo a los Fomorianos y trabajaran como esclavos: Ogma se vio obligado a transportar leña, y Dagda tuvo que cavar trincheras alrededor de los fuertes. Descuidó sus deberes de hospitalidad: los Tuatha Dé se quejaron de que después de visitar su casa sus cuchillos nunca estaban engrasados y su aliento no olía a ale. Cairbre, poeta de los Tuatha Dé, compuso un poema mordaz contra él, que fue la primera sátira en Irlanda, y todo salió mal para Bres después de eso.
Después de que Bres había gobernado durante siete años, Nuada recuperó su mano, que anteriormente había sido reemplazada por una plateada por Dian Cecht y Creidhne, reemplazada por una de carne y hueso por el hijo de Dian Cecht, Miach, con la ayuda de su hermana Airmed. Tras el reemplazo exitoso, Nuada fue restaurado como rey y Bres fue exiliado. Acudió a su padre en busca de ayuda para recuperar su trono, pero Elatha no lo ayudó a ganar por medios sucios lo que no había podido conservar: "No tienes derecho a obtenerlo por la injusticia cuando no pudiste mantenerlo por la justicia". Bres fue guiado por su padre a Balor, otro líder de los fomorianos, por la ayuda que buscaba.
Lideró a los Fomorianos en la segunda batalla de Maighe Tuireadh pero perdió. Fue encontrado desprotegido en el campo de batalla por Lugh y suplicó por su vida. Lugh lo perdonó porque prometió enseñar a los Tuatha Dé agricultura.
En un relato contradictorio de los dindsenchas, la muerte de Bres se describe a manos de Lugh. Lugh hizo 300 vacas de madera y las llenó con un líquido rojo amargo y venenoso que luego fue "ordeñado" en cubos y ofrecido a Bres para beber. Bres, que estaba obligado a no rechazar la hospitalidad, se lo bebió sin inmutarse y lo mató. El Lebor Gabála menciona este incidente brevemente, sin embargo, el líquido mortal se identifica como aguas residuales.

## Historia
Era hijo de Elatha (rey fomoriano) y Ériu (Tuatha Dé Danann), así que era medio fomoriano.
Estaba casado con Brigid, diosa de la fertilidad. 
Luchó en la primera batalla de Magh Tuireadh, en la que Nuada perdió su brazo, y para sustituirlo fue elegido rey, pero era tiránico, y el pueblo lo odió.
Cuando Nuada volvió a ser rey, Bres huyó junto a su madre con los fomorianos, lo que originó la segunda batalla de Magh Tuireadh, tras la que fue capturado. Se cuenta que, para salvar su vida, enseñó a los Tuatha Dé Danann las artes de la agricultura y la recolección.